# Zwartoorleeuwerik
De zwartoorleeuwerik (Eremopterix australis) is een zangvogel uit de familie Alaudidae (leeuweriken).

## Verspreiding en leefgebied
Deze soort komt voor in zuidelijk Namibië, zuidelijk Botswana en Zuid-Afrika.

## Status
De grootte van de populatie is niet gekwantificeerd maar de soort wordt omschreven als plaatselijk algemeen. Op de Rode lijst van de IUCN heeft deze soort de status niet bedreigd.